# 球茎卷瓣兰
球茎卷瓣兰（学名：Bulbophyllum sphaericum），为兰科石豆兰属下的一个植物种。